# Карпенко Геннадій Григорович
Генна́дій Григо́рович Карпе́нко (15 жовтня 1972 — 24 серпня 2014) — старший сержант 40-го батальйону територіальної оборони «Кривбас» Збройних сил України, учасник російсько-української війни.

## Короткий життєпис
Народився 1972 року в місті Кривий Ріг.
Працював на кількох підприємствах Кривого Рогу та в охоронному агентстві «Дуган».
Призваний за мобілізацією 17 травня 2014 року. Старший сержант, бухгалтер, 40-й батальйон територіальної оборони «Кривбас».
Загинув при виході колони з Іловайська «гуманітарним коридором» неподалік від Кутейникового. Перехрестя, через яке їхала машина, вже захопили російські війська. 2 жовтня 2014-го тіло Геннадія знайшла пошукова група Місії «Евакуація-200» («Чорний тюльпан») неподалік від Кутейникового — у кузові машини ГАЗ-66 № 2738 К5, та привезла в Запоріжжя. За свідченнями побратимів, у цій машині також був Володимир Свірський.
Перебував у списку зниклих безвісти. У лютому 2015-го упізнаний за тестами ДНК. 
Похований у місті Кривий Ріг 10 лютого 2015-го, Центральне кладовище, Алея Слави.

## Нагороди та вшанування
За особисту мужність і героїзм, виявлені у захисті державного суверенітету та територіальної цілісності України, вірність військовій присязі під час російсько-української війни, відзначений — нагороджений:
- 17 липня 2015 року — орденом «За мужність» III ступеня (посмертно);[1]
- відзнакою міста Кривий Ріг «За Заслуги перед містом» 3 ступеня (посмертно);
- відзнакою 40-го батальйону «Мужність. Честь. Закон» (посмертно).
- Його портрет розміщений на меморіалі «Стіна пам'яті полеглих за Україну» у Києві: секція 3, ряд 1, місце 39
- Вшановується 29 серпня на щоденному ранковому церемоніалі вшанування українських захисників, які загинули цього дня в різні роки внаслідок російської збройної агресії[2]
- Іловайський Хрест (посмертно)